# Stann Creek (okrug)
Stann Creek je jedan od šest okruga u Belizeu. 

## Zemljopis
Okrug se nalazi na zapadu zemlje na obali Karipskog mora, prostire se na 2.176 km², te je drugi najmanji belizejski okrug. Središte okruga u gradu Dangrigi prije poznatom pod nazivom Stann Creek Town. Susjedni belizejski okruzi su Orange Walk na zapadu, Belize na sjeveru te Toledo na jugu. S ostatkom zemlje okug je povezna dvjema cestama jednom prema Belize Cityu a drugom prema glavnome gradu države Belmopanu. Drugi najviši belizejski vrh s 1.120 metara Victoria Peak nalazi se u okrugu.

## Demografija
Prema podacima iz 2010. godine u okrugu živi 32.166 stanovnika, dok je prosječna gustoća naseljenosti 15 stanovnika na km². U glavnome gradu okruga Dangrigi 2009. godine je živjelo 9.026 stanovika. 

## Vanjske poveznice
- Karta okruga  Arhivirana inačica izvorne stranice od 18. veljače 2020. (Wayback Machine)
- Stann Creek okrug ana belize.fm  Arhivirana inačica izvorne stranice od 12. studenoga 2011. (Wayback Machine)